# Tilidine

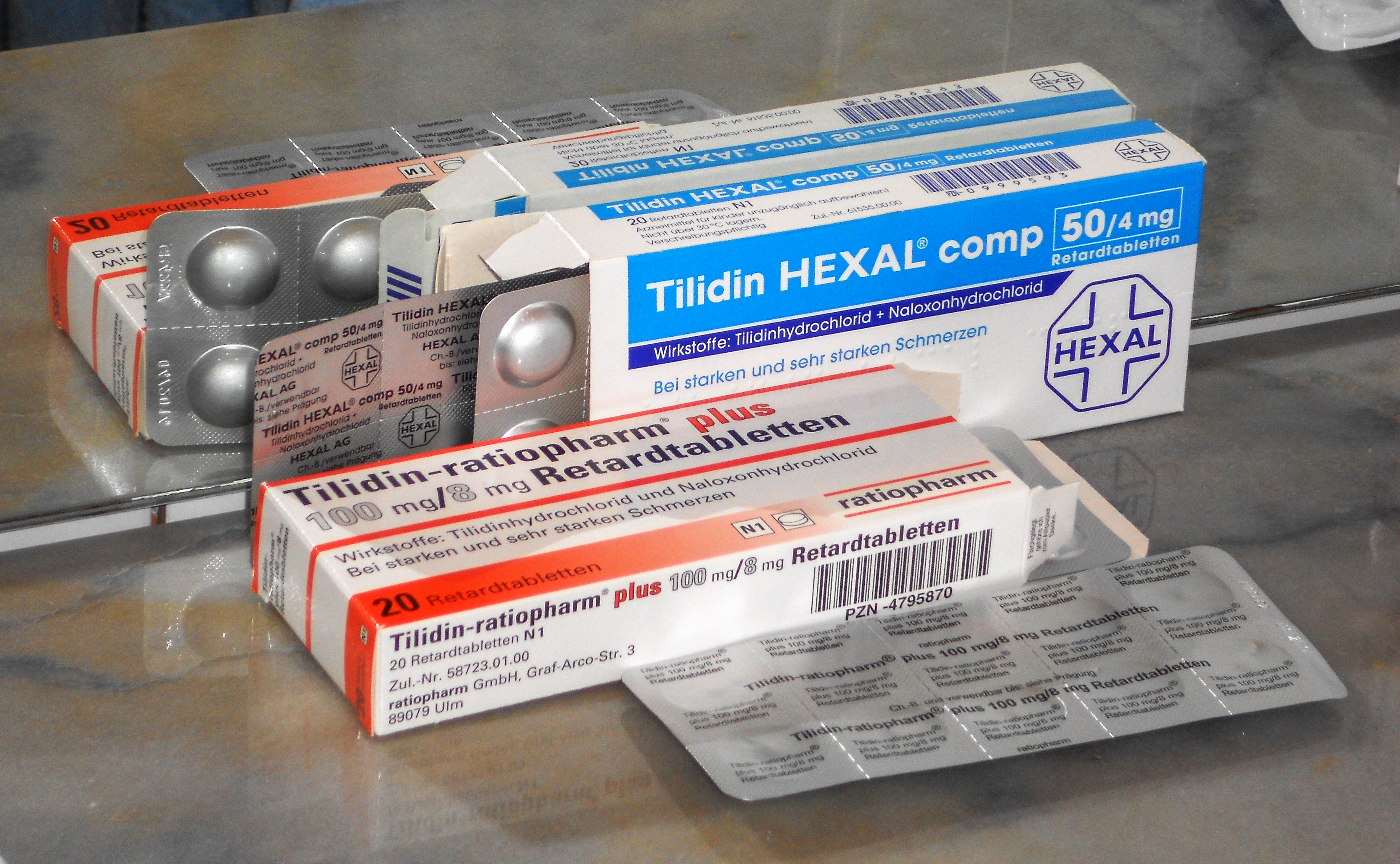
Tilidine

Tilidine is een morfine-achtige pijnstiller die tot de opioïden gerekend wordt.
Het is een volledig synthetische agonist van de opioïdreceptoren. Een dosis van 100 mg wordt equivalent met 10 mg morfine geschat. Tilidinepreparaten vallen niet onder de Opiumwet daar ze alleen verkrijgbaar zijn als combinatiepreparaat samen met naloxon, een opoïden-antidotum. Misbruik is hierdoor moeilijker.
Tilidine wordt gebruikt als pijnstiller (analgeticum) bij matige tot ernstige pijn en voor zowel acuut als chronisch gebruik. Het is uitsluitend op recept verkrijgbaar. Valtran is sinds december 2021 niet meer verkrijgbaar in België.

## Associatie met naloxon
Naloxon is een zuivere antagonist van de pijnstillers van het morfinetype (morfinomimetica).
Een therapeutische dosis naloxone wordt ten gevolge van het first-pass-effect snel en volledig gemetaboliseerd tot inactive metabolieten. Bij hogere dosering is de lever niet meer in staat om naloxon volledig te metaboliseren en komt naloxon wel in circulatie waar het de effecten van tilidine tenietdoet.
Mogelijk misbruik van tilidine zal daardoor zeer beperkt zijn, al mag men het niet als onbestaand beschouwen.

## Dosering en bijwerkingen
De dosering dient steeds voor elke patiënt individueel bepaald worden door de arts. Normaal 200mg tot 400mg per dag in verschillende toedieningen. Kinderen vanaf 2 jaar: maximaal 1 mg/kg.
Zoals alle opioïden kent ook tilidine bijwerkingen. Deze zijn het sterkst in de eerste week en verdwijnen geleidelijk in de loop van de tijd. Misselijkheid, obstipatie, draaiduizeligheid (vertigo), overmatig zweten en sufheid (sedatie) komen vaak voor. 
Minder vaak optredende bijwerkingen zijn onder andere: stemmingsverandering (meestal vrolijk (euforie), soms neerslachtig (dysforie)), vermoeidheid, hypotensie, plasproblemen, anorexie (gebrek aan eetlust), convulsies, ademdepressie, allergische reacties en slapeloosheid.

## Metabolisme, interacties en contra-indicaties
Na resorptie wordt tilidine bijna volledig gemetaboliseerd tot 2 belangrijke metabolieten: nortilidine (actieve metaboliet) en bisnortilidine (inactieve metaboliet). Naloxone en tilidine zelf bevinden slechts gedurende korte tijd in zeer lage concentraties in het plasma. De eliminatiehalveringstijden van tilidine en nortilidine schommelen tussen 3,5 en 5,1 uur.
Zoals alle analgetica met centrale werking kan tilidine de werking van alcohol en andere stoffen die het centraal zenuwstelsel onderdrukken versterken. Tilidine mag ook niet gecombineerd worden andere narcotische analgetica. In zeldzame gevallen is een interactie beschreven met fenprocoumon.
Contra-indicaties zijn onder meer: ademhalingsinsufficientie, hoofdtrauma, alcoholintoxicatie, afhankelijkheid aan opiaten, zwangerschap.

## Zwangerschap en borstvoeding
Over de effecten van gebruik tijdens de zwangerschap is onvoldoende bekend. Tilidine passeert de placenta, en komt dus ook in het bloed van de foetus terecht. Er zijn geen aanwijzingen voor schadelijkheid gezien bij dierproeven. Toch is voorzichtigheid geboden, vooral tegen het einde van de zwangerschap, vanwege het risico op ademdepressie bij de pasgeborene.

## Merknamen
De twee in België geregistreerde geneesmiddelen die tilidine bevatten zijn Valtran van Pfizer en Tinalox van Sandoz. Beiden bevatten naast tilidine ook naloxone. In Nederland is het niet in de handel.